# 马家皂天主教堂
马家皂天主教堂，是位于山西省大同市阳高县马家皂乡马家皂村内。
马家皂天主教堂始建于1922年，是大同市境内第二座天主堂，仅次于南郊区口泉乡榆林天主堂（1909年落成），中西合璧风格，由该村的教友董氏家族修建主持维护。
文革以后，教堂为乡政府占用。2000年，由于董氏家族的不懈努力，阳高县归还了大堂和神父宿舍。2008年，马家皂教堂公布为阳高县文物保护单位。2011年10月24日，马家皂天主教堂公布为第三批大同市文物保护单位，编号Ⅴ—9，近现代重要史迹及代表性建筑类。 2013年，阳高县文物局对大堂屋顶进行了彻底翻修。2016年，董氏家族进行装修。